# Nordängssjön
Nordängssjön är en sjö i Vänersborgs kommun i Dalsland och ingår i Örekilsälvens huvudavrinningsområde. Sjöns area är 0,033 kvadratkilometer och den befinner sig 127 meter över havet.